# 179
179（百七十九、ひゃくななじゅうきゅう）は自然数、また整数において、178の次で180の前の数である。

## 性質
- 179は41番目の素数であり、1つ前は173、次は181。
  - 約数の和は180。
- (179, 181) は13番目の双子素数である。1つ前は (149, 151)、次は (191, 193)。
- 14番目のソフィー・ジェルマン素数である。1つ前は173、次は191。
- 10番目の安全素数である。1つ前は167、次は227。
  - 2つの連続する素数が共にソフィー・ジェルマン素数となる5番目の数である。1つ前は（83, 89）、次は（233, 239）。
  - ソフィー・ジェルマン素数かつ安全素数である5番目の素数である。1つ前は83、次は359。(オンライン整数列大辞典の数列 A59455)
- 179 = 179 + 0 × ω (ωは1の虚立方根)
  - a + 0 × ω (a > 0) で表される22番目のアイゼンシュタイン素数である。1つ前は173、次は191。
- 179 = 179 + 0 × i (iは虚数単位)
  - a + 0 × i (a > 0) で表される22番目のガウス素数である。1つ前は167、次は191。
  - ガウス素数かつアイゼンシュタイン素数をある10番目の素数。1つ前は167、次は191。
- 13番目のスーパー素数である。1つ前は157、次は191。
- 12番目の 8n + 3 型の素数であり、この類の素数は x2 + 2y2 と表せるが、179 = 92 + 2 × 72 である。1つ前は163、次は211。
- 17…79 の形の最小の素数である。次は177777779。ただし挟まれた数は無くてもいいとすると最小は19。(オンライン整数列大辞典の数列 A102028)
- 末尾の2桁が79の2番目の素数である。1つ前は79、次は379。(オンライン整数列大辞典の数列 A244775)
- 正三百六十角形の内角は179°である。
  - 正 n 角形において内角が度数法で整数になる最大の角度である。1つ前は178°。(オンライン整数列大辞典の数列 A110546)
- 10進数表記において桁を逆に並べても素数となる14番目のエマープである。 1つ前は167、次は199。
- 各位の平方和が131になる最小の数である。次は197。(オンライン整数列大辞典の数列 A003132)
  - 各位の平方和が n になる最小の数である。1つ前の130は79、次の132は288。(オンライン整数列大辞典の数列 A055016)
- 1/179 は循環節の長さが178の循環小数になる。
  - 循環節が n − 1 である巡回数を作る15番目の素数である。1つ前は167、次は181。
  - 逆数が循環小数になる数で循環節が178になる最小の数である。次は358。
  - 循環節が n になる最小の数である。1つ前の177は3187、次の179は359。(オンライン整数列大辞典の数列 A003060)
- 179 = 12 + 32 + 132 = 32 + 72 + 112 = 72 + 72 + 92
  - 3つの平方数の和3通りで表せる18番目の数である。1つ前は174、次は182。(オンライン整数列大辞典の数列 A025323)
- 179 = 12 + 32 + 132 = 32 + 72 + 112
  - 異なる3つの平方数の和2通りで表せる25番目の数である。1つ前は170、次は181。(オンライン整数列大辞典の数列 A025340)
- 179 = 33 + 33 + 53
  - 3つの正の数の立方数の和1通りで表せる25番目の数である。1つ前は160、次は190。(オンライン整数列大辞典の数列 A025395)
  - 3つの正の数の立方数の和で表せる7番目の素数である。1つ前は127、次は197。(オンライン整数列大辞典の数列 A007490)
- 179 = 63 − 62 − 1
  - n = 6 のときの n 3 − n 2 − 1 の値とみたとき1つ前は99、次は293。(オンライン整数列大辞典の数列 A087908)
  - この形の4番目の素数である。1つ前は47、次は293。(オンライン整数列大辞典の数列 A162291)
- 各位の和が17になる3番目の数である。1つ前は98、次は188。
  - 各位の和が17になる数で素数になる2番目の数である。1つ前は89、次は197。(オンライン整数列大辞典の数列 A106758)

## その他 179 に関連すること
- 西暦179年
- 紀元前179年
- 年始から数えて179日目は6月28日、閏年は6月27日。
- 第179代ローマ教皇は、ケレスティヌス4世（在位：1241年10月25日～11月10日）である。
- 第179歩兵旅団 は、中国人民解放軍陸軍の旅団。
- プランジャー (USS Plunger, SS-179) は、アメリカ海軍の潜水艦。
- 西経179度線、東経179度線
- UFC 179
- アルファロメオ・179
- 3C 179
- ジャマイカ-179丁目駅は、ニューヨーク市地下鉄INDクイーンズ・ブルーバード線の駅。
- 北海道の市町村数は179 (北方領土を除く)。2018年より、北海道日本ハムファイターズのマスコットのフレップ・ザ・フォックスが背番号179を背負う。
  - 札幌テレビ放送で放送されるローカル番組「どさんこワイド179」はこの北海道の市町村数にちなんだものである。
- 第179回国会